# Wat zou je doen (BLØF)
"Wat zou je doen?" is de derde single van de Zeeuwse band BLØF uit 1998. De studioversie van het nummer staat op het debuutalbum  Naakt onder de hemel uit 1995. De single werd live opgenomen in The Nighttrain in Middelburg op 10 maart 1998. Als B-kant werd het nummer "Laat het licht aan" gebruikt. De A-kant van de single is terug te vinden op de live bonus cd - met zes nummers van het concert in Middelburg - die in tweede instantie aan het album Helder werd toegevoegd.
In week 37 van het jaar 1998 is de single megahit bij 3FM.

## Hitnoteringen
| "Wat zou je doen?" in de Nederlandse Top 40 -- binnen: 26-09-1998 | "Wat zou je doen?" in de Nederlandse Top 40 -- binnen: 26-09-1998 | "Wat zou je doen?" in de Nederlandse Top 40 -- binnen: 26-09-1998 | "Wat zou je doen?" in de Nederlandse Top 40 -- binnen: 26-09-1998 | "Wat zou je doen?" in de Nederlandse Top 40 -- binnen: 26-09-1998 | "Wat zou je doen?" in de Nederlandse Top 40 -- binnen: 26-09-1998 | "Wat zou je doen?" in de Nederlandse Top 40 -- binnen: 26-09-1998 | "Wat zou je doen?" in de Nederlandse Top 40 -- binnen: 26-09-1998 | "Wat zou je doen?" in de Nederlandse Top 40 -- binnen: 26-09-1998 | "Wat zou je doen?" in de Nederlandse Top 40 -- binnen: 26-09-1998 | "Wat zou je doen?" in de Nederlandse Top 40 -- binnen: 26-09-1998 | "Wat zou je doen?" in de Nederlandse Top 40 -- binnen: 26-09-1998 | "Wat zou je doen?" in de Nederlandse Top 40 -- binnen: 26-09-1998 | "Wat zou je doen?" in de Nederlandse Top 40 -- binnen: 26-09-1998 | "Wat zou je doen?" in de Nederlandse Top 40 -- binnen: 26-09-1998 | "Wat zou je doen?" in de Nederlandse Top 40 -- binnen: 26-09-1998 |
| Week                                                              | 1                                                                 | 2                                                                 | 3                                                                 | 4                                                                 | 5                                                                 | 6                                                                 | 7                                                                 | 8                                                                 | 9                                                                 | 10                                                                | 11                                                                | 12                                                                | 13                                                                | 14                                                                | 15                                                                |
| ----------------------------------------------------------------- | ----------------------------------------------------------------- | ----------------------------------------------------------------- | ----------------------------------------------------------------- | ----------------------------------------------------------------- | ----------------------------------------------------------------- | ----------------------------------------------------------------- | ----------------------------------------------------------------- | ----------------------------------------------------------------- | ----------------------------------------------------------------- | ----------------------------------------------------------------- | ----------------------------------------------------------------- | ----------------------------------------------------------------- | ----------------------------------------------------------------- | ----------------------------------------------------------------- | ----------------------------------------------------------------- |
| Nummer                                                            | 20                                                                | 11                                                                | 7                                                                 | 5                                                                 | 5                                                                 | 5                                                                 | 12                                                                | 13                                                                | 15                                                                | 18                                                                | 24                                                                | 30                                                                | 33                                                                | 36                                                                | 37                                                                |

| "Wat zou je doen?" in de Nederlandse Single Top 100 -- binnen: 12-09-1998 | "Wat zou je doen?" in de Nederlandse Single Top 100 -- binnen: 12-09-1998 | "Wat zou je doen?" in de Nederlandse Single Top 100 -- binnen: 12-09-1998 | "Wat zou je doen?" in de Nederlandse Single Top 100 -- binnen: 12-09-1998 | "Wat zou je doen?" in de Nederlandse Single Top 100 -- binnen: 12-09-1998 | "Wat zou je doen?" in de Nederlandse Single Top 100 -- binnen: 12-09-1998 | "Wat zou je doen?" in de Nederlandse Single Top 100 -- binnen: 12-09-1998 | "Wat zou je doen?" in de Nederlandse Single Top 100 -- binnen: 12-09-1998 | "Wat zou je doen?" in de Nederlandse Single Top 100 -- binnen: 12-09-1998 | "Wat zou je doen?" in de Nederlandse Single Top 100 -- binnen: 12-09-1998 | "Wat zou je doen?" in de Nederlandse Single Top 100 -- binnen: 12-09-1998 | "Wat zou je doen?" in de Nederlandse Single Top 100 -- binnen: 12-09-1998 | "Wat zou je doen?" in de Nederlandse Single Top 100 -- binnen: 12-09-1998 | "Wat zou je doen?" in de Nederlandse Single Top 100 -- binnen: 12-09-1998 | "Wat zou je doen?" in de Nederlandse Single Top 100 -- binnen: 12-09-1998 | "Wat zou je doen?" in de Nederlandse Single Top 100 -- binnen: 12-09-1998 | "Wat zou je doen?" in de Nederlandse Single Top 100 -- binnen: 12-09-1998 | "Wat zou je doen?" in de Nederlandse Single Top 100 -- binnen: 12-09-1998 | "Wat zou je doen?" in de Nederlandse Single Top 100 -- binnen: 12-09-1998 | "Wat zou je doen?" in de Nederlandse Single Top 100 -- binnen: 12-09-1998 | "Wat zou je doen?" in de Nederlandse Single Top 100 -- binnen: 12-09-1998 | "Wat zou je doen?" in de Nederlandse Single Top 100 -- binnen: 12-09-1998 | "Wat zou je doen?" in de Nederlandse Single Top 100 -- binnen: 12-09-1998 | "Wat zou je doen?" in de Nederlandse Single Top 100 -- binnen: 12-09-1998 |
| Week                                                                      | 1                                                                         | 2                                                                         | 3                                                                         | 4                                                                         | 5                                                                         | 6                                                                         | 7                                                                         | 8                                                                         | 9                                                                         | 10                                                                        | 11                                                                        | 12                                                                        | 13                                                                        | 14                                                                        | 15                                                                        | 16                                                                        | 17                                                                        | 18                                                                        | 19                                                                        | 20                                                                        | 21                                                                        | 22                                                                        | 23                                                                        |
| ------------------------------------------------------------------------- | ------------------------------------------------------------------------- | ------------------------------------------------------------------------- | ------------------------------------------------------------------------- | ------------------------------------------------------------------------- | ------------------------------------------------------------------------- | ------------------------------------------------------------------------- | ------------------------------------------------------------------------- | ------------------------------------------------------------------------- | ------------------------------------------------------------------------- | ------------------------------------------------------------------------- | ------------------------------------------------------------------------- | ------------------------------------------------------------------------- | ------------------------------------------------------------------------- | ------------------------------------------------------------------------- | ------------------------------------------------------------------------- | ------------------------------------------------------------------------- | ------------------------------------------------------------------------- | ------------------------------------------------------------------------- | ------------------------------------------------------------------------- | ------------------------------------------------------------------------- | ------------------------------------------------------------------------- | ------------------------------------------------------------------------- | ------------------------------------------------------------------------- |
| Nummer                                                                    | 82                                                                        | 33                                                                        | 20                                                                        | 11                                                                        | 8                                                                         | 6                                                                         | 5                                                                         | 6                                                                         | 8                                                                         | 6                                                                         | 13                                                                        | 18                                                                        | 20                                                                        | 25                                                                        | 27                                                                        | 35                                                                        | 36                                                                        | 42                                                                        | 49                                                                        | 51                                                                        | 57                                                                        | 70                                                                        | 77                                                                        |

### NPO Radio 2 Top 2000
| Nummer met noteringen in de NPO Radio 2 Top 2000 | '01 | '02-'03 | '04 | '05 | '06 | '07 | '08 | '09 | '10 | '11 | '12  | '13 | '14  | '15  | '16  | '17  | '18 | '19 | '20  | '21  | '22  | '23  | '24  |
| ------------------------------------------------ | --- | ------- | --- | --- | --- | --- | --- | --- | --- | --- | ---- | --- | ---- | ---- | ---- | ---- | --- | --- | ---- | ---- | ---- | ---- | ---- |
| Wat zou je doen                                  | 328 | -       | 274 | 487 | 464 | 520 | 538 | 853 | 752 | 893 | 1035 | 975 | 1121 | 1234 | 1282 | 1283 | 872 | 952 | 1117 | 1107 | 1169 | 1261 | 1452 |

1. ↑  Een '-' betekent dat het nummer niet was genoteerd en een vetgedrukt getal geeft de hoogste notering aan.
2. ↑  2001 was het eerste jaar met een notering voor dit nummer.